# George Oswald
Pour les articles homonymes, voir Oswald.
George Oswald de Scotstoun (1735-1819) est un marchand Écossais de Glasgow, en 1797, il est élu Recteur de l'Université de Glasgow,.

## Biographie
Il est le fils du révérend James Oswald (1703-1793), et le neveu du marchand Richard Oswald (1705?-1784). Au départ, il travaille dans l'entreprise dirigée par son père et ses cousins, les frères Richard Oswald (1687-1763) de Scotstoun et Alexander Oswald (1694-1766).
Oswald devient chef de l'entreprise de tabac Oswald, Dennistoun, & Co. de Glasgow, et associé de la banque. Au décès de Richard Oswald son oncle, et de sa tante, en 1788, il hérite de leurs biens.
Oswald est décédé le 6 octobre 1819, à l'âge de 84 ans.

## Famille

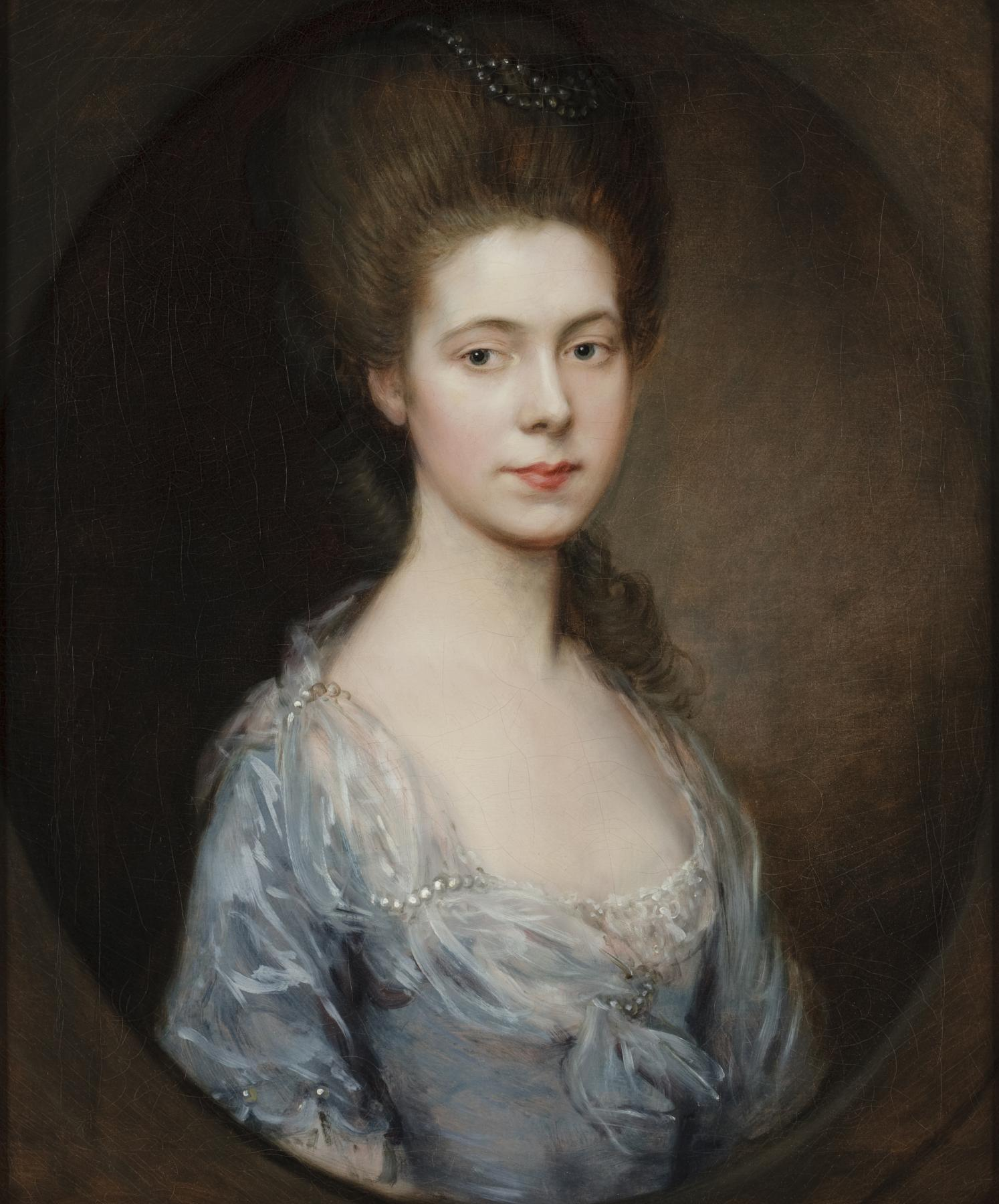
Marguerite Oswald, portrait Thomas Gainsborough

En 1764 Oswald épouse Margaret Smythe (1747-1791), fille de David Smythe de Methven. Ils ont quatre fils et au moins cinq filles.
Les enfants :
- Richard Alexander Oswald (en)
- David (mort en 1797 dans les Antilles), major du 38e Régiment
- James, troisième fils (mort en 1822), un capitaine de la marine[5]
- Alexander (1777-1822), avocat[6]
- Elizabeth
- Catherine ou Katherine Cochrane, deuxième fille, épouse Robert Haldane[7]
- Marguerite, mariée au major-général John Wilson
- Christiane, l'épouse du marchand Alexander Anderson
- Marie Ramsay, épouse James Dennistoun (en)[8]
- Camilla, morte en 1808
- Isabella.